# 環 (数学)
数学における環（かん、英: ring）とは、台集合に「加法」（和）および「乗法」（積）と呼ばれる二種類の二項演算を備えた代数系のことである。
最もよく知られた環の例は、整数全体の成す集合に自然な加法と乗法を考えたものである（これは乗法が可換だから可換環の例でもある）。ただし、それが環と呼ばれるためには、環の公理として、加法は可換で、加法と乗法はともに結合的であって、乗法は加法の上に分配的で、各元は加法逆元をもち、加法単位元が存在すること、が全て要求される。したがって、台集合は加法の下「加法群」と呼ばれるアーベル群を成し、乗法の下「乗法半群」と呼ばれる半群であって、乗法は加法に対して分配的であり、またしばしば乗法単位元を持つ。なお、よく用いられる環の定義としていくつか流儀の異なるものが存在するが、それについては後述する。
環について研究する数学の分野は環論として知られる。環論学者が研究するのは、（整数環や多項式環などの）よく知られた数学的構造やもっと他の環論の公理を満たす多くの未だよく知られていない数学的構造のいずれにも共通する性質についてである。環という構造のもつ遍在性は、数学の様々な分野において同時多発的に行われた「代数化」の動きの中心原理として働くことになった。
また、環論は基本的な物理法則（の根底にある特殊相対性）や物質化学における対称現象の理解にも寄与する。
環の概念は、1880年代のデデキントに始まる、フェルマーの最終定理に対する証明の試みの中で形成されていった。他分野（主に数論）からの寄与もあって、環の概念は一般化されていき、1920年代のうちにエミー・ネーター、ヴォルフガング・クルルらによって確立される。活発に研究が行われている数学の分野としての現代的な環論では、独特の方法論で環を研究している。すなわち、環を調べるために様々な概念を導入して、環をより小さなよく分かっている断片に分解する（イデアルを使って剰余環を作り、単純環に帰着するなど）。こういった抽象的な性質に加えて、環論では可換環と非可換環を様々な点で分けて考える（前者は代数的数論や代数幾何学の範疇に属する）。特に豊かな理論が展開された特別な種類の可換環として、可換体があり、独自に体論と呼ばれる分野が形成されている。これに対応する非可換環の理論として、非可換可除環（斜体）が盛んに研究されている。なお、1980年代にアラン・コンヌによって非可換環と幾何学の間の奇妙な関連性が指摘されて以来、非可換幾何学が環論の分野として活発になってきている。

## 定義と導入

### 原型的な例
最もよく知られた環の例は整数全体の成す集合 Z に、通常の加法と乗法を考えたものである。すなわち Z は所謂「環の公理系」と呼ばれる種々の性質を満たす。
|                | 加法                                                               | 乗法                                                               |
| -------------- | ------------------------------------------------------------------ | ------------------------------------------------------------------ |
| 演算の閉性     | a + b は整数                                                       | a × b は整数                                                       |
| 結合性         | a + (b + c) = (a + b) + c                                          | a × (b × c) = (a × b) × c                                          |
| 可換性         | a + b = b + a                                                      | a × b = b × a                                                      |
| 中立元の存在性 | a + 0 = a （零元）                                                 | a × 1 = a （単位元）                                               |
| 反数の存在性   | a + (−a) = 0                                                       |                                                                    |
|                |                                                                    |                                                                    |
| 分配性         | a × (b + c) = (a × b) + (a × c), および (a + b)× c = a × c + b × c | a × (b + c) = (a × b) + (a × c), および (a + b)× c = a × c + b × c |

乗法が可換律を満たすから、整数の全体は可換環である。

### 厳密な定義
環とは、集合 R とその上の二つの二項演算、加法 +: R × R → R および乗法 ∗: R × R → R の組 (R,+,∗) で、「環の公理系」と呼ばれる以下の条件を満たすものを言う（環の公理系にはいくつか異なる流儀があるが、それについては後で触れる）。
加法群：(R, +) はアーベル群である
1. 加法に関して閉じている：任意の a, b ∈ R に対して a + b ∈ R が成り立つ。
2. 加法の結合性：任意の a, b, c ∈ R に対して (a + b) + c = a + (b + c) が成り立つ。
3. 加法単位元（零元）の存在：如何なる a ∈ R に対しても共通して 0 + a = a + 0 = a を満たす 0 ∈ R が存在する。
4. 加法逆元（反元、マイナス元）の存在：各 a ∈ R ごとに a + b = b + a = 0 を満たす b ∈ R が存在する。
5. 加法の可換性：任意の a, b ∈ R に対して a + b = b + a が成立する。

乗法半群：(R,∗) はモノイド（あるいは半群）である
1. 乗法に関して閉じている：任意の a, b ∈ R に対して a ∗ b ∈ R が成り立つ。
2. 乗法の結合性：任意の a, b, c ∈ R に対して (a ∗ b) ∗ c = a ∗ (b ∗ c) が成立する。
3. 乗法に関する単位元を持つ。

分配律：乗法は加法の上に分配的である
1. 左分配律：任意の a, b, c ∈ R に対して a ∗ (b + c) = (a ∗ b) + (a ∗ c) が成り立つ。
2. 右分配律：任意の a, b, c ∈ R に対して (a + b) ∗ c = (a ∗ c) + (b ∗ c) が成り立つ。

が成り立つものをいう。乗法演算の記号 ∗ は普通省略されて、a ∗ b は、ab と書かれる。
よく知られた整数全体の成す集合 Z, 有理数全体の成す集合 Q, 実数全体の成す集合 R あるいは複素数全体の成す集合は通常の加法と乗法に関してそれぞれ環を成す。また別な例として、同じサイズの正方行列全体の成す集合も行列の和と乗法に関して環を成す（この場合の環としての零元は零行列、単位元は単位行列で与えられる）。

### 自明な例
（中身は実際には何でもよいから）一元集合 {0} に対して、演算を
0 + 0 = 0
0 × 0 = 0
で定めるとき、({0}, +, ×) が環の公理を満たすことはすぐに分かる（これを自明環という）。実際、任意の和も積もただ一つ 0 にしかならないので、加法や乗法が閉じていて分配律を満たすのは明らかであるし、零元も単位元もともに 0 であって、0 の加法逆元は 0 自身である。自明環は零環の自明な例になっている。

### 定義に関する注意
公理的な取り扱いにおいて、文献によってはしばしば異なる条件を公理として課すことがあるので、そのことに留意すべきである。環論の場合例えば、公理として「環の乗法単位元が加法単位元と異なる」という条件 1 ≠ 0 を課すことがある。これは特に「自明な環は環の一種とは考えない」と宣言することと同じである。
もっと重大な差異を生む流儀として、環には「乗法の単位元の存在を要求しない」というものがある。これを認めると、例えば偶数全体 2Z も通常の加法と乗法に関する環となると考えることができる（実際にこれは乗法単位元の存在以外の環の公理を全て満足する）。乗法単位元の存在以外の環の公理を満足する環は、しばしば擬環 (pseudo-ring) とも呼ばれ、あるいは多少おどけて（ring だけれども乗法単位元 i が無いからということで）"rng" と書かれることもある。これと対照的に、乗法単位元を持つことを強調する場合には、単位的環や単位環 (unital ring, unitary ring) あるいは単位元を持つ環 (ring with unity, ring with identity, rings with 1) などと呼ぶ。ただし、非単位的環を単位的環に埋め込むことは常にできる（単位元の添加）ということに注意。
他にも大きな違いを生む環の定義を採用する場合があり、例えば、環の公理から乗法の結合性を落として、非結合環あるいは分配環と呼ばれる環を考える場合がある。本項では特に指定の無い限りこのような環については扱わない。

### 少しだけ非自明な例
集合 ℤ /4 ℤを集合4 ℤ, 1+4ℤ, 2+4ℤ, 3+4ℤ からなる集合とし、後に述べるような加法と乗法を定めるものとする（任意の整数 x に対して、それを 4 で割った余り x mod 4 の成す剰余類環）。
- 任意の x+4 ℤ, y +4 ℤ∈ℤ /4 ℤ  に対して x + y +4 ℤ は、それを整数と見ての和の mod 4。したがって ℤ /4 ℤの加法構造は、下に掲げた表の左側のようになる。
- 任意の x+4ℤ, y +4ℤ∈ ℤ /4 ℤに対して x ⋅ y+4ℤ は、それを整数と見ての積の mod 4。したがってℤ /4 ℤ の乗法構造は、下に掲げた表の右側のようになる。

| · | 0 | 1 | 2 | 3 |
| - | - | - | - | - |
| 0 | 0 | 0 | 0 | 0 |
| 1 | 0 | 1 | 2 | 3 |
| 2 | 0 | 2 | 0 | 2 |
| 3 | 0 | 3 | 2 | 1 |

| + | 0 | 1 | 2 | 3 |
| - | - | - | - | - |
| 0 | 0 | 1 | 2 | 3 |
| 1 | 1 | 2 | 3 | 0 |
| 2 | 2 | 3 | 0 | 1 |
| 3 | 3 | 0 | 1 | 2 |

この  ℤ /4 ℤがこれらの演算に関して環を成すことは簡単に確認できる（特に興味を引く点はない）。まずは、ℤ /4 ℤ が加法に関して閉じていることは表を見れば（0, 1, 2, 3 以外の元は出てこないから）明らかである。ℤ /4 ℤ における加法の結合性と可換性は整数全体の成す環 Z の性質から導かれる（可換性については、表の主対角線に対する対称性からも一見して直ちに分かる）。0 が零元となることも表から明らかである。任意の元 x のマイナス元が常に存在することも、それを整数と見ての (4 − x) mod 4 が所要のマイナス元であることから分かる（もちろん表を見ても確かめられる）。故に ℤ /4 ℤ は加法の下でアーベル群になる。同様にℤ /4 ℤ  が乗法に関して閉じていることも右側の表から分かり、ℤ /4 ℤ における乗法の結合性は（可換性も）Z のそれから従い、1 が単位元を成すことも表を見れば直ちに確かめられる。故に ℤ /4 ℤ は乗法の下モノイドを成す。ℤ /4 ℤ において乗法が加法の上に分配的であることは、Z におけるそれから従う。まとめれば、確かに ℤ /4 ℤ が与えられた演算に関して環を成すことが分かる。
ℤ /4 ℤ の環としての性質
- 整数の乗法においては、二整数 x, y の積が xy = 0 を満たすならば x = 0 または y = 0 が成り立つが、環 (ℤ /4 ℤ, +, ⋅) では必ずしもそれは成立せず、例えば 2 ⋅ 2 = 0 が各因数が 0 ではないにもかかわらず成り立つ。一般に、環 (R, +, ⋅) の非零元 a が (R, +, ⋅) における零因子であるとは、R の非零元 b で ab = 0 を満たすものが存在するときに言う。環  ℤ /4 ℤにおいては 2+4 ℤ が唯一の零因子である（なお、0 を零因子と扱うこともあることに注意）。
- 零因子を持たない可換環は整域と呼ばれる（後述）。故に整数全体の成す環 Z は整域であり、一方ℤ /4 ℤは整域ではない環である。

## 環の初等的性質
環の加法や乗法に関する定義からの直接的な帰結として、環の様々な性質が導かれる。
特に、定義から (R, +) はアーベル群であるから、加法単位元の一意性や各元に対する加法逆元の一意性など群論の定理を適用して得られる性質はたくさんある。乗法についても同様にして単元に対する逆元の一意性などが示される。
しかし、環においては乗法と加法を組み合わせた様々な特徴的性質も存在する。例えば、
- 任意の元 a について a0 = 0a = 0 が成り立つ。
- 単位的環において 1 = 0 ならば、その環にはたった一つの元しか含まれない。
- 乗法の単位元が存在するとき −a = (−1)a が成り立つ。
- (−a)(−b) = ab が成り立つ。

などが任意の環において示される。

## 例
- 環論の歴史的な動機付けとなった例として整数や代数的整数のなす環があげられる。
- 有理数全体の成す集合 Q、実数の全体の成す集合 R あるいは複素数の全体の成す集合 C はそれぞれ環をなす。実際、それらは体でもある。
- n を正の整数とするとき、n を法とする整数の集合 Z / nZ は環である（この記法については、以下の剰余環を参照）。
- 閉区間 [a, b] で定義されるすべての実数値連続関数のなす集合 C[a, b] は環（さらに実数体上の多元環 ）をなす。演算は関数の各点での値ごとに関する加法と乗法で入れる。すなわち、関数 f(x) および g(x) の和と積は、次のような値をとる関数として定義される。
  - {\displaystyle (f+g)(x)=f(x)+g(x)}
  - {\displaystyle (fg)(x)=f(x)g(x)}
- 係数をある環 R に持つ多変数の多項式全体の集合 R[x1, x2, …, xn] は環をなす。
- A を環、n を自然数とするとき、A に係数を持つ n 次の正方行列全体の集合 MnAは（一般には非可換な）環をなす。
- G がアーベル群であるとき、G の自己準同型全体のなす集合 End(G) は、加法を値ごとの和で、乗法を写像の合成によって定義することで（一般には非可換な）環をなす[注 4]。
- S を集合とするとき、S の冪集合 P(S) は次のようにして環になる (A, B ⊂ S)：
  - {\displaystyle A+B=(A\cup B)-(A\cap B)}
  - {\displaystyle A*B=A\cap B}

これはブール代数の例である。

## 基本概念
以下、R は乗法について可換とは限らず、必ずしも単位元を持たないものとする。

### 部分環
R の部分集合 S が R における加法と乗法について環になっているとき、S は部分環であるという。ただし、R が単位的であるときは、S が（単位的環としての）部分環であるためには S が R における単位元を含むことを課す。
R の元で他のどの元との積も可換になっているものを集めた集合 Z(R) はRの中心と呼ばれる。Z(R) は R の可換な部分環になっている。

### イデアル
R の部分集合 I が加法について閉じていて、x ∈ R, y ∈ I ならば xy やyx が必ず I に入っているとき、I を両側イデアルという。（したがって両側イデアルは単位元を持つとは限らない環である。）イデアル I が与えられているとき、x − y ∈ I で R に同値関係を定義することができる。さらに同値類の間に自然な演算を定義できて、環になることが分かる。この環を R の I による剰余環といい、R/I と書く。

### 環の準同型
環準同型とは、環における乗法と加法に対して可換である写像である。単位的環 R1 から単位的環 R2 への（単位的環）準同型 f とは、
1. {\displaystyle f(a+b)=f(a)+f(b)}
2. {\displaystyle f(ab)=f(a)f(b)}
3. {\displaystyle f(1)=1'}

が成り立つ、R1 から R2 への写像のことをいう。ここで、1 は R1 の単位元、1' はR2 の単位元をそれぞれ表している。準同型 f が全単射であるとき、同型（写像）と呼び、R1 と R2 は同型であるという。準同型の核はイデアルになり、次の準同型定理が成り立つ；
R1/Ker f と Im f とは互いに同型である。
A が単位的可換環で f(X) が A に係数を持つ一変数多項式であるとする。A を係数とする一変数多項式環 A[X] の、f(X) によって生成される単項イデアル (f) による商を R とすると、R から A への環準同型を考えるということは A における f の根を考えることと同値になる。

## 歴史

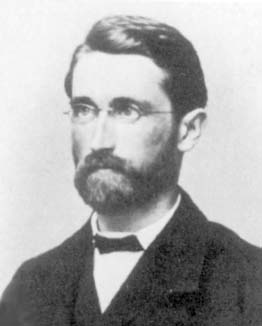
環論の祖の一人、デデキントの肖像

環の研究の源流は多項式や代数的整数の理論にあり、またさらに19世紀中頃に超複素数系が出現したことで解析学における体の傑出した価値は失われることとなった。
1880年代にデデキントが環の概念を導入し、1892年にヒルベルトが「数環」(Zahlring) という用語を造って「代数的数体の理論」(Die Theorie der algebraischen Zahlkörper, Jahresbericht der Deutschen Mathematiker Vereinigung, Vol. 4, 1897.) を発表した。ハーヴェイ・コーエンによれば、ヒルベルトは "circling directly back" と呼ばれる性質を満たす特定の環に対してこの用語を用いている。
環の公理論的定義を始めて与えたのは、フレンケルで、Journal für die reine und angewandte Mathematik (A. L. Crelle), vol. 145, 1914. におけるエッセイの中で述べている。1921年にはネーターが、彼女の記念碑的論文「環のイデアル論」において、可換環論の公理的基礎付けを初めて与えている。

## 環の構成法
環が与えられたとき、それを用いて新しい環を作り出す一般的な方法がいくつか存在する。

### 剰余環
感覚的には環の剰余環は群の剰余群の概念の一般化である。より正確に、環 (R, +, · ) とその両側イデアル I が与えられたとき、剰余環あるいは商環 R/I とは、I による（台となる加法群 (R, +) に関する）剰余類全体の成す集合に
(a + I) + (b + I) = (a + b) + I,
(a + I)(b + I) = (ab) + I.
という演算を入れたものをいう。ただし、a, b は R の任意の元である。

### 多項式環
(R, +R, ·R) を環とし、R 上の実質有限列（有限個の例外を除く全ての項が 0 となる無限列）の全体を
{\displaystyle S=\{{(f_{i})}_{i\in \mathbb {N} }:f_{i}\in R{\text{ and }}f_{i}=0{\text{ for all but finitely many }}i\in \mathbb {N} \}}
とおく。ただし、ここでは非負整数（特に 0 を含む）の意味で N を用いているものと約束する。S の演算 +S : S × S → S および ·S : S × S → S を、a = (ai)i∈N および b = (bi)i∈N を S の任意の元として、
{\displaystyle {\begin{aligned}a+_{S}b&=(a_{i}+_{R}b_{i})_{i\in \mathbb {N} }\\a\cdot _{S}b&={\Bigl (}\textstyle \sum \limits _{j=0}^{i}a_{j}\cdot _{R}b_{i-j}{\Bigr )}_{i\in \mathbb {N} }\end{aligned}}}
と定めると、(S, +S, ·S) は環となる。これを環 R 上の多項式環と呼ぶ。
S の元 (0, 1, 0, 0, …) を X とすれば、多項式環としての S は R[X] と書くのが通例である。これにより、S の元 f = (fi) は
{\displaystyle f=\textstyle \sum \limits _{c\in C}f_{c}\cdot _{S}X^{c},\quad C=\{i\in \mathbb {N} :f_{i}\neq 0\}}
と R に係数を持つ多項式の形に書ける。したがって S は R 上の X を不定元とする多項式全体に、標準的なやり方で加法と乗法を定義したものと見なすことができる。通常はこれを同一視して、ここでいう S を R[X] と書いて、R における演算も S における演算も特に識別のための符牒を省略する。

### 行列環
r を固定された自然数とし、(R, +R, ·R) を環として、
M_{r}(R)=\{{(f_{ij})}_{i,j}:f_{ij}\in R{\text{ for every }}i,j\in \{1,2,3,\dots ,r\}\}
とおく。演算 +M : Mr(R) × Mr(R) → Mr(R) および ·M : Mr(R) × Mr(R) → Mr(R) を、任意の元 a = (aij)i,j, b = (bij)i,j に対して、
{\displaystyle {\begin{aligned}a+_{M}b&=(a_{ij}+_{R}b_{ij})_{i,j}\\a\cdot _{M}b&={\Bigl (}\textstyle \sum \limits _{k=1}^{r}a_{ik}\cdot _{R}b_{kj}{\Bigr )}_{i,j}\end{aligned}}}
で定めると (Mr(R), +M, ·M) は環となる。これを R 上の r×r 行列環あるいは r次正方行列環という。

## 環の遍在性
極めて様々な種類の数学的対象が、何らかの意味で付随する環を考えることによって詳しく調べられる。

### 位相空間のコホモロジー環
任意の位相空間 X に対して、その整係数コホモロジー環
{\displaystyle H^{*}(X,\mathbb {Z} )=\bigoplus _{i=0}^{\infty }H^{i}(X,\mathbb {Z} )}
を対応させることができる。これは次数付き環になっている。ホモロジー群 {\displaystyle H_{i}(X,\mathbb {Z} )} も定義され（実際にはこちらの方が先に定まるのだが）、球面とトーラスのような点集合位相ではうまい具合に区別することが難しい位相空間の区別に非常に有効な道具として利用される。ホモロジー群からコホモロジー群が、ベクトル空間の双対と大まかに似たような方法で、定義される。普遍係数定理によって、各個の整係数ホモロジーを知ることと、各個の整係数コホモロジーを知ることとは等価であるが、コホモロジー群の優位性は自然な積を考えられるという点にある（これは k重線型形式と l重線型形式から点ごとの積によって (k+l)重線型形式が得られることの類似である）。
コホモロジーにおける環構造は、ファイバー束の特性類や多様体および代数多様体上の交叉理論あるいはシューベルト・カルキュラスなどの基礎付けを与えている。

### 群のバーンサイド環
任意の群に対して、そのバーンサイド環と呼ばれる環が対応して、その群の有限集合への様々な作用の仕方について記述するのに用いられる。バーンサイド環の加法群は、群の推移的作用を基底とする自由アーベル群で、その加法は作用の非交和で与えられる。故に基底を用いて作用を表示することは、作用をその推移成分の和に分解することになる。乗法に関しては表現環を用いれば容易に表示できる。すなわち、バーンサイド環の乗法は二つの置換加群の置換加群としてのテンソル積として定式化される。環構造により、ある作用から別の作用を引くといった形式的操作が可能になる。バーンサイド環は表現環の指数有限な部分環を含むから、係数を整数全体から有理数全体に拡張することにより、容易に一方から他方へ移ることができる。

### 群環の表現環
任意の群環あるいはホップ代数に対して、その表現環あるいはグリーン環が対応する。表現環の加法群は、直既約加群を基底とする自由加群で、加法は直和によって与えられる。したがって、加群を基底で表すことは加群を直既約分解することに対応する。乗法はテンソル積で与えられる。もとの群環やホップ代数が半単純ならば、表現環は指標理論でいうところの指標環にちょうどなっている。これは環構造を与えられたグロタンディーク群に他ならない。

### 既約代数多様体の函数体
任意の既約代数多様体には、その函数体が付随する。代数多様体の点には函数体に含まれる付値環が対応し、座標環を含む。代数幾何学の研究では環論的な言葉で幾何学的概念を調べるために可換多元環が非常によく用いられる。双有理幾何は函数体の部分環の間の写像について研究する分野である。

### 単体的複体の面環
任意の単体的複体には、面環あるいはスタンレー-レイズナー環と呼ばれる環が付随している。この環には単体的複体の組合せ論的性質がたくさん反映されているので、これは特に代数的組合せ論において扱われる。特に、スタンレー-レイズナー環に関する代数幾何学は単体的多胞体の各次元の面の数を特徴付けるのに利用された。

## 環のクラス
いくつかの環（整域、体）のクラスについて、以下の包含関係がある。
- 可換環 ⊃ 整域 ⊃ 半分解整域 ⊃ 一意分解整域 ⊃ 主イデアル整域 ⊃ ユークリッド整域 ⊃ 体

体や整域は現代代数学において非常に重要である。

### 有限環
自然数 m が与えられたとき、m 元からなる集合には、一体いくつの異なる（必ずしも単位的でない）環構造が入るのかと考えるのは自然である。まず、位数 m が素数のときはたった二種類の環構造しかない（加法群は位数 m の巡回群に同型）。すなわち、一つは積がすべて潰れる零環であり、もう一つは有限体である。
有限群として見れば、分類の難しさは m の素因数分解の難しさに依存する（有限アーベル群の構造定理）。例えば、m が素数の平方ならば、位数 m の環はちょうど11種類存在する。一方、位数 m の「群」は二種類しかない（いずれも可換群）。
有限環論が有限アーベル群の理論よりも複雑なのは、任意の有限アーベル群に対してそれを加法群とする少なくとも二種類の互いに同型でない有限環が存在することによる（Z/mZ のいくつかの直和と零環）。一方、有限アーベル群を必要としない方法では有限環の方が簡単なこともある。例えば、有限単純群の分類は20世紀数学の大きなブレイクスルーの一つであり、その証明は雑誌の何千ページにも及ぶ長大なものであったが、他方で任意の有限単純環は必ず適当な位数 q の有限体上の n次正方行列環 Mn(Fq) に同型である。このことはジョセフ・ウェダーバーンが1905年と1907年に確立した2つの定理から従う。
定理の一つは、ウェダーバーンの小定理として知られる、任意の有限可除環は必ず可換であるというものである。ネイサン・ヤコブソンが後に可換性を保証する別な条件として
「R の任意の元 r に対し、整数 n (> 1) が存在して rn = r を満たすならば R は可換である」
を発見している。特に、r2 = r を任意の r が満たすならば、その環はブール環と呼ばれる。環の可換性を保証するもっと一般の条件もいくつか知られている。
自然数 m に対する位数 m の環の総数はオンライン整数列大辞典の A027623 にリストされている。

### 結合多元環
結合的多元環は環であり、体 K 上のベクトル空間でもある。例えば、実数体 R 上の n次行列全体の成す集合は、実数倍と行列の加法に関して n2次元の実ベクトル空間であり、行列の乗法を環の乗法として持つ。二次の実正方行列を考えるのが非自明だが基本的な例である。

### リー環
リー環は非結合的かつ反交換的な乗法を持つ環で、ヤコビ恒等式を満足するものである。より細かく、リー環 L を加法に関してアーベル群で、さらに演算 [ , ] に対して以下を満たすものとして定義することができる。
双線型性
{\displaystyle [x+y,z]=[x,z]+[y,z],}
{\displaystyle [z,x+y]=[z,x]+[z,y],}
ヤコビ恒等式
{\displaystyle [x,[y,z]]+[y,[z,x]]+[z,[x,y]]=0}
複零性
{\displaystyle [x,x]=0}
ただし、x, y, z は L の任意の元である。リー環はその加法群がリー群となることは必要としない。任意のリー代数はリー環である。任意の結合環に対して括弧積を
{\displaystyle [x,y]=xy-yx}
で定めると、リー環が得られる。逆に任意のリー環に対して、普遍包絡環と呼ばれる結合環が対応する。
リー環は、ラザール対応を通じて有限p-群の研究に用いられる。p-群の低次の中心因子は有限アーベル p-群となるから、Z/pZ 上の加群である。低次の中心因子の直和には、括弧積を2つの剰余表現の交換子として定義することによって、リー環の構造が与えられる。このリー環構造は他の加群準同型によって豊穣化されるならば、p-冪写像によって制限リー環とよばれるリー環を対応させることができる。
リー環はさらに、p進整数環のような整数環上のリー代数を調べることによって、p進解析群やその自己準同型を定義するのにも利用される。リー型の有限群の定義はシュバレーによって与えられた。すなわち、複素数体上のリー環をその整数点に制限して、さらに p を法とする還元を行うことにより有限体上のリー環を得る。

### 位相環
位相空間 (X, T) が環構造 (X, +, · ) も持つものとする。このとき、(X, T, +, · ) が位相環であるとは、その環構造と位相構造が両立することをいう。すなわち、和と積をとる写像
{\displaystyle +:X\times X\to X,}
{\displaystyle \cdot :X\times X\to X}
がともに連続写像となる（ただし、X × X には積位相を入れるものとする）。したがって明らかに、任意の位相環は加法に関して位相群である。
- 実数全体の成す集合 R は通常の環構造と位相に関して位相環である。
- 二つの位相環の直積は直積環の構造と積位相に関して位相環になる。

## 可換環
環は加法に関しては交換法則が成り立つが、乗法に関しては可換性は要求されない。乗法に関しても交換法則が成り立つならば可換環という。すなわち、環 (R, +, · ) に対して、(R, +, · ) が可換環であるための必要十分条件は R の任意の元 a, b に対して a · b = b · a が成り立つことである。言い換えれば、可換環 (R, +, · ) は乗法に関して可換モノイドでなければならない。
- 整数全体の成す集合は通常の加法と乗法に関して可換環を成す。
- 可換でない環の例は、n > 1 として、非自明な体 K 上の n次正方行列の成す環で与えられる。特に n = 2 で K = R のときを考えれば、{\displaystyle {\begin{bmatrix}1&1\\0&1\end{bmatrix}}\cdot {\begin{bmatrix}1&1\\1&0\end{bmatrix}}={\begin{bmatrix}2&1\\1&0\end{bmatrix}}\neq {\begin{bmatrix}1&2\\1&1\end{bmatrix}}={\begin{bmatrix}1&1\\1&0\end{bmatrix}}\cdot {\begin{bmatrix}1&1\\0&1\end{bmatrix}}}ゆえに可換でないことが分かる。

### 主イデアル環
環は整数全体とよく似た構造を示す代数系だが、一般の環を考えたのではその環論的性質は必ずしも近いものとはならない。整数に近い性質を持つ環として、環の任意のイデアルが単独の元で生成されるという性質を持つもの、すなわち主イデアル環を考えよう。
環 R が右主イデアル環 (PIR) であるとは、R の任意の右イデアルが
{\displaystyle aR=\{ar\mid r\in R\}}
の形に表されることをいう。また主イデアル整域 (PID) とは整域でもある主イデアル環をいう。
環が主イデアル整域であるという条件は、環に対するほかの一般的な条件よりもいくぶん強い制約条件である。例えば、R が一意分解整域 (UFD) ならば R 上の多項式環も UFD となるが、R が主イデアル環の場合同様の主張は一般には正しくない。整数環 Z は主イデアル環の簡単な例だが、Z 上の多項式環は R = Z[X] は PIR でない（実際 I = 2R + XR は単項生成でない）。このような反例があるにもかかわらず、任意の体上の一変数多項式環は主イデアル整域となる（実はさらに強く、ユークリッド整域になる）。より一般に、一変数多項式環が PID となるための必要十分条件は、その多項式環が体上定義されていることである。
PIR 上の多項式環のことに加えて、主イデアル環は、可除性に関して有理整数環との関係を考えても、いろいろと興味深い性質を有することが分かる。つまり、主イデアル整域は可除性に関して整数環と同様に振舞うのである。例えば、任意の PID は UFD である、すなわち算術の基本定理の対応物が任意の PID で成立する。さらに言えば、ネーター環というのは任意のイデアルが有限生成となる環のことだから、主イデアル整域は明らかにネーター環である。PID においては既約元の概念と素元の概念が一致するという事実と、任意の PID がネーター環であるという事実とを合わせると、任意の PID が UFD となることが示せる。PID においては、任意の二元の最大公約元について延べることができる。すなわち、x, y が主イデアル整域 R の元であるとき、xR + yR = cR（左辺は再びイデアルとなるから、それを生成する元 c がある）とすれば、この c が x と y の GCD である。
体と PID との間にある重要な環のクラスとして、ユークリッド整域がある。特に、任意の体はユークリッド整域であり、任意のユークリッド整域は PID である。ユークリッド整域のイデアルは、そのイデアルに属する次数最小の元で生成される。しかし、任意の PID がユークリッド整域となるわけではない。よく用いられる反例として
{\displaystyle \mathbb {Z} \left[{\frac {1+{\sqrt {-19}}}{2}}\right]}
が挙げられる。

### 一意分解整域
一意分解整域 (UFD) の理論も環論では重要である。実質的に算術の基本定理の類似を満たす環が一意分解環ということになる。
環 R が一意分解整域であるとは
1. R は整域である。
2. R の零元でも単元でもない元は、有限個の既約元の積に書ける。
3. 各 ai および bj を R の既約元として{\displaystyle \textstyle \prod \limits _{i=1}^{n}a_{i}=\prod \limits _{j=1}^{m}b_{j}}と書けるならば n = m かつ、適当な番号の付け替えによって、bi = aiui が全ての i について成立させることができる。ただし、ui は R の適当な単元である。

2番目の条件は R の「非自明」な元の既約元への分解を保証するものであり、3番目の条件によってそのような分解は「単元を掛ける違いを除いて」一意的である。一意性について、単元を掛けてもよいという弱い形を採用するのは、そうしないと有理整数環 Z が UFD とならないからというのが理由のひとつとしてある（単元を掛けてはいけないとすると (−2)2 = 22 = 4 は 4 の「相異なる」二つの分解を与えるが、−1 と 1 は Z の単元だから、二つの分解は同値になる）。ゆえに、整数環 Z が UFD となるというのは、自然数についての（本来の）算術の基本定理からの簡単な帰結である。
任意の環に対して素元および既約元を定義することはできるが、この二つの概念は一般には一致しない。しかし、整域において素元は必ず既約である。逆は、UFD については正しい。
一意分解整域と他の環のクラスとの関係としては、たとえば任意のネーター環は先ほどの条件の1番目と2番目を満足するが、一般には3番目の条件を満足しない。しかし、ネーター環において素元の全体と既約元の全体が集合として一致するならば、3番目の条件も成り立つ。特に主イデアル整域は UFD である。

### 整域と体
環は非常に重要な数学的対象であるにもかかわらず、その理論の展開には様々な制約がある。例えば、環 R の元 a, b に対して、a が零元でなく ab = 0 が成り立つとしても、b は必ずしも零元でない。特に、ab = ac で a が零元でないということから、b = c を帰結することができない。このような事実の具体的な例としては、環 R 上の行列環を考えて、a を零行列ではない非正則行列とすればよい。しかし、環に対して更なる条件を課すことで、今の場合の問題は取り除くことができる。すなわち、考える環を整域（零因子を持たない非自明な可換環）に制限するのである。しかしこれでもなお、零元でない任意の元で割り算ができるかどうかは保証されないといったような問題は生じる。例えば整数環 Z は整域を成すが、整数 a を整数 b で割るというのは整数の範囲内では必ずしもできない（整数 2 で整数 3 は割り切れず環 Z からはみ出してしまう）。この問題を解決するには、零元以外の任意の元が逆元を持つ環を考える必要がある。すなわち、体とは、環であって、その零元を除く元の全体が乗法に関してアーベル群となるものである。特に体は割り算が自由にできることから整域となる（つまり零因子を持たない）。すなわち、体 F の元 a, b に対して、商 a/b は ab−1 によって矛盾無く定まる。
環 (R, +, · ) が整域であるとは (R, +, · ) が可換環で、零因子を持たないことを言う。さらに環 (R, +, · ) が体 であるとは、零元でない元の全体が乗法に関してアーベル群を成すことを言う。
注意: 環の零元が乗法逆元を持つことをも仮定するならば、その環はかならず自明な環となる。
- 整数全体の成す集合 Z は通常の加法と乗法に関して整域を成す。
- 任意の体は整域であり、任意の整域は可換環である。実は有限整域は必ず体を成す。

## 非可換環
非可換環の研究は現代代数学（特に環論）の大きな部分を占める主題である。非可換環はしばしば可換環が持たない興味深い不変性を示す。例えば、非自明な真の左または右イデアルを持つけれども単純環である（つまり非自明で真の両側イデアルをもたない）非可換環が存在する（例えば体（より一般に単純環）上の2次以上の正方行列環）。このような例から、非可換環の研究においては直感的でない考え違いをする可能性について留意すべきであることが分かる。
ベクトル空間の理論を雛形にして、非可換環論における研究対象の特別な場合を考えよう。線型代数学においてベクトル空間の「スカラー」はある体（可換可除環）でなければならなかった。しかし加群の概念ではスカラーはある抽象環であることのみが課されるので、この場合、可換性も可除性も必要ではない。加群の理論は非可換環論において様々な応用があり、たとえば環上の加群を考えることで環自身の構造についての情報が得られることも多い。環のジャコブソン根基の概念はそのようなものの例である。実際これは、環上の左単純加群の左零化域全ての交わりに等しい（「左」を全部一斉に「右」に変えてもよい）。ジャコブソン根基がその環の左または右極大イデアル全体の交わりと見ることもできるという事実は、加群がどれほど環の内部的な構造を反映しているのかを示すものといえる。確認しておくと、可換か非可換かに関わらず任意の環において、すべての極大右イデアルの交わりは、すべての極大左イデアルの交わりに等しい。したがって、ジャコブソン根基は非可換環に対してうまく定義することができないように見える概念を捉えるものとも見ることができる。
非可換環は数学のいろいろな場面に現れるため、活発な研究領域を提供する。たとえば、体上の行列環は物理学に自然に現れるものであるにもかかわらず非可換である。あるいはもっと一般にアーベル群の自己準同型環はほとんどの場合非可換となる。
非可換環については非可換群同様にあまりよく理解されていない。例えば、任意の有限アーベル群は素数冪位数の巡回群の直和に分解されるが、非可換群にはそのような単純な構造は存在しない。それと同様に、可換環に対して存在する様々な不変量を非可換環に対して求めるのは困難である。例えば、冪零根基は環が可換であることを仮定しない限りイデアルであるとは限らない。具体的な例として、可除環上の n次全行列環の冪零元全体の成す集合は、可除環のとり方によらずイデアルにならない。従って、非可換環の研究において冪零根基を調べることはないが、冪零根基の非可換環上の対応物を定義することは可能で、それは可換の場合には冪零根基と一致する。
最もよく知られた非可換環の一つに、四元数全体の成す可除環が挙げられる。

## 圏論的記述
任意の環はアーベル群の圏 Ab におけるモノイド対象である（Z-加群のテンソル積のもとでモノイド圏として考える）。環 R のアーベル群へのモノイド作用は単にR-加群である。簡単に言えば R-加群はベクトル空間の一般化である（体上のベクトル空間を考える代わりに、「環上のベクトル空間」とでもいうべきものを考えている）。
アーベル群 (A, +) とその自己準同型環 End(A) を考える。簡単に言えば End(A) は A 上の射の全体の成す集合であり、f と g が End(A) の元であるとき、それらの和と積は
{\displaystyle (f+g)(x)=f(x)+g(x)}
{\displaystyle (f\circ g)(x)=f(g(x))}
で与えられる。+ の右辺における f(x) + g(x) は A における和であり、積は写像の合成である。これは任意のアーベル群に付随する環である。逆に、任意の環 (R, +, · ) が与えられるとき、乗法構造を忘れた (R, +) はアーベル群となる。さらに言えば、R の各元 r に対して、右または左から r を掛けるという操作が分配的であることは、それがアーベル群 (R, +) 上に群の準同型（圏 Ab における射）となるという意味になる。A = (R, +) とかくことにして、A の自己同型を考えれば、それは R における右または左からの乗法と「可換」である。言い換えれば EndR(A) を A 上の射全体の成す環とし、その元を m とすれば m(rx) = rm(x) という性質が成り立つ。これは R の任意の元 r に対して、r の右乗法による A の射が定まると見ることもできる。R の各元にこうして得られる A の射を対応させることで R から EndR(A) への写像が定まり、これは実は環の同型を与える。この意味で、任意の環はあるアーベル X-群の自己準同型環と見なすことができる（ここで X-群というのはX を作用域に持つ群の意味である。要するに、環の最も一般的な形は、あるアーベル X-群の自己準同型環であるということになる。